# Chrapanie
Chrapanie – wibracja języczka i podniebienia miękkiego podczas wdechu. Najczęściej występuje podczas snu. Choć nie zagraża życiu, może być objawem groźnego bezdechu sennego. Chrapanie może utrudniać sen osobie dotkniętej tym problemem i innym, śpiącym w pobliżu. Ocenia się, że około 30% dorosłych ludzi chrapie.
Przyczyną chrapania jest utrudniony przepływ powietrza przez drogi oddechowe, co powoduje turbulencje wprawiające podniebienie i języczek w drgania. Utrudnienia te mogą wynikać z alergii (obrzęk ścian dróg oddechowych), otyłości (ucisk tkanki tłuszczowej na gardło) lub osłabienia mięśniówki gardła.

## Leczenie
- Pierwszym krokiem w leczeniu chrapania jest diagnostyka, aby zbadać przyczynę chrapania i ustalić czy chrapaniu towarzyszą niebezpieczne przerwy w oddychaniu, czyli bezdechy. W tym celu wykorzystuje się screeningowe badanie nocne zwane pulsoksymetrią nocną. W trakcie badania w czasie jednej nocy monitorowane są parametry, na podstawie których można ocenić, czy następuje niedotlenienie organizmu[1].
- Do niedawna sądzono, że stosowanie preparatów dostępnych w aptekach, powodujących zmianę napięcia tkanek tylnej ściany gardła, likwiduje lub w znacznym stopniu ogranicza uciążliwe dźwięki chrapania. Dostępne są różne postaci preparatów na chrapanie: listek doustny (np. Snoreeze), spray do gardła (np. Snoreeze, Dorynol), spray do nosa (np. Asonor, Snoreeze, Datong), plastry na nos (np. Snoreeze, Breathe Right). Jednak w ostatnich publikacjach udowodniono, że środki te nie działają[2].
- Likwidacja przyczyn chrapania (np. eliminacja używek, u osób otyłych – redukcja masy ciała).
- Chirurgiczne – UPPP – częściowe usunięcie tkanek miękkich gardła środkowego i podniebienia miękkiego oraz częściowa amputacja języczka – leczenie chrapania i bezdechu w stopniu lekkim i umiarkowanym.
- Aparaty wewnątrzustne wysuwające do przodu żuchwę – ang. mandibular advancement device MAD – leczenie chrapania i bezdechu w stopniu lekkim i umiarkowanym[3].
- Aparat CPAP – chrapanie może być objawem obturacyjnego bezdechu podczas snu – leczenie bezdechu w stopniu ciężkim.